# 朝鲜之声广播电台
朝鲜之声广播电台（朝鲜语：／），是一家位于朝鲜民主主义人民共和国平壤市的国际广播电台，是朝鲜民主主义人民共和国政府对外宣传的主要窗口之一，1947年3月16日正式对外广播。它的前身是平壤广播电台的对外广播部门，2001年2月16日在时任朝鲜最高领导人金正日59岁生日之际改称为朝鲜之声。朝鲜之声共使用9种语言、2种波段对全世界广播，总部位于平壤市牡丹峰区战胜洞广播电视中心（同时也是朝鮮中央廣播電視委員會总部所在地）。

## 历史
- 1945年8月26日，第二次世界大战之后，北纬38度线以北的广播信号被切断，京城中央放送局停止广播。
- 1945年10月，平壤放送局重新启用战前朝鮮放送協會留下的的播出设备，开始以平壤放送局的呼号播出朝鲜语广播。1946年5月，平壤放送局改称为平壤中央放送局。
- 1947年3月16日，对外开始以「平壤广播电台」作为呼号进行汉语广播，标志着朝鲜对外广播事业的开始。
- 1948年2月，平壤中央放送局改称为北朝鮮中央放送局。同年11月，改称为朝鮮中央放送局。
- 1950年6月25日，朝鲜战争爆发。同年7月10日，平壤广播电台的日語、英語廣播开播，并对外播出战况。
- 1951年1月1日，作为对外广播部门，平壤广播电台（Radio Pyongyang）成立。
- 1972年11月10日，对外各语种广播呼号变更为「朝鲜中央广播电台」（Korean Central Broadcasting Station）。
- 1986年9月1日，為加强对海外朝鲜族的沟通与交流，同時也是为了与韩国国际广播电台韩语广播相抗衡，開通了對海外同胞廣播。
- 1994年7月9日，在朝鲜领导人金日成逝世34个小时之后，朝鲜中央广播电台对外9种语言广播对全世界播出朝中社发出的金日成逝世的新闻。
- 1997年8月4日，对外各语种广播呼号再次变更为平壤广播电台（Radio Pyongyang）。
- 2001年2月16日，平壤广播电台的对外广播部分从平壤广播电台中分离，除朝鲜语广播外，其余语言启用新的呼号朝鮮之聲（Voice of Korea）。
- 2011年4月15日，在朝鲜太阳节当天，朝鲜之声正式开通官方网站，目的是“加深与广大听众的交流和沟通”。提供朝鲜语、汉语、英语、日语等9国语言服务。[1]

## 概况、格式
朝鲜之声广播电台是朝鲜对外宣传的主要渠道之一，通过短波和中波广播进行对外播音。
与大多国际广播电台不同，朝鲜之声在开始播放节目之前的几分钟并没有台呼；而是在每个整点播放《金日成將軍之歌》的开头部分的电子音版本（调谐信号），并播出台呼，之后播放朝鲜国歌。之后女主播会开场问候，接着播放“永恒不灭的革命颂歌”《金日成將軍之歌》和《金正日將軍之歌》（以上三首歌曲均为纯音乐版本）。随后，该台开始播放来自朝鲜中央通讯社的新闻，如果是有关金日成、金正日和金正恩的新闻往往会作为头条来报道，然后会播出朝鲜国内新闻和南朝鮮（南韓）新闻。新闻之后，通常会播出《劳动新闻》或《民主朝鲜》等朝鲜官方报刊的评论（通常为针对美国、日本和南韓的批评），然后播放音乐节目并穿插评论。最后播出广播时间和频率。

### 语言
朝鲜之声目前使用9种语言进行对外播音，各语言广播节目的内容大致雷同。以下为朝鲜之声各语言广播开播的日期：
| 广播语言 | 开播日期      |
| 汉语     | 1947年3月14日 |
| 日语     | 1950年7月10日 |
| 英语     | 1950年7月10日 |
| 朝鲜语   | 1955年4月18日 |
| 俄语     | 1963年6月1日  |
| 法语     | 1963年8月6日  |
| 西班牙语 | 1965年5月15日 |
| 阿拉伯语 | 1970年3月1日  |
| 德语     | 1983年1月1日  |

### 发射台
| 位置           | 波长 | 功率  | 数量 | 备注                                  |
| 平壤市         | 短波 | 100kW | 1台  |                                       |
| 平壤市         | 中波 | 1kW   | 1台  | 频率1368kHz，对首都地区多语种广播使用 |
| 慈江道江界市   | 短波 | 250kW | 1台  | 频率6070kHz，日语广播使用             |
| 平安北道球場郡 | 短波 | 200kW | 10台 |                                       |
| 咸鏡北道清津市 | 中波 | 500kW |      | 频率621kHz，日语广播使用              |

- 朝鲜之声目前使用的发射机为中国进口，由北京北广电子集团制造。
- 朝鲜之声所用的中继设备电子管较残旧（1970年代从苏联进口，且一直没有更换），因此在其短波广播中会夹杂着喷气飞机似的干扰声（即是朝鲜用来干扰外国广播所用的噪音），故一般该台容易被辨别。有时该台会因为一些原因（如停电）而突然中断广播。
- 球场郡发射台也被朝鲜当局用来干扰韩国、美国等国的对朝广播，因发射功率大，其干扰信号也能被处于东南亚方向的收音机接收到。
- 由于设备问题，同一发射台发射的节目可能相互串扰，因此可能会在同一频率听到两种语言的节目。

## 漢语广播
1947年3月16日，平壤广播电台漢语广播开播，是該台最早开播的外语广播，当时的呼号为“朝鲜中央广播电台”，20世纪90年代改为“平壤广播电台”。
1959年6月，开始和北京广播电台（现为中国国际广播电台）交换节目。
2001年2月16日，平壤广播电台对外广播部分从平壤广播电台中分离，启用新的呼号“朝鲜之声”。

### 华语广播时间及频率
- 时区：北京时间 UTC+8

| 方向         | 播音时间    | 播音频率（kHz）       |
| 中国关内方向 | 05:00-06:00 | 9875、11635kHz        |
| 中国关内方向 | 06:00-07:00 | 9875、11635kHz        |
| 中国关内方向 | 19:00-20:00 | 7220、9445kHz         |
| 中国东北方向 | 05:00-06:00 | 7235、9445kHz         |
| 中国东北方向 | 06:00-07:00 | 7235、9445kHz         |
| 中国东北方向 | 13:00-14:00 | 7220、9445、9730kHz   |
| 中国东北方向 | 16:00-17:00 | 7220、9445kHz（首播） |
| 东南亚方向   | 11:00-12:00 | 13650、15105kHz       |
| 东南亚方向   | 14:00-15:00 | 13650、15105kHz       |
| 东南亚方向   | 21:00-22:00 | 11735、13650kHz       |

- 本频率表自2025年3月30日起生效。

### 主要节目
截止2011年9月時，主要節目有：
- 新闻
- 劳动新闻/朝鮮中央通訊社评论
- 偉大領袖金日成同志的回憶錄《與世紀同行》
- 偉大領導者金正日同志的著作選播
- 南朝鮮形勢點評節目時間（六）
- 國際形勢點評節目時間（日）
- 偉人軼事
- 音乐欣赏
- 文章通讯
- 萬眾稱頌
- 廣播雜誌《今日朝鮮》
- 悠久的歷史燦爛的文化
- 朝日鮮明之國朝鮮的歌曲音樂欣賞節目時間（日）
- 听众信箱（每星期五）

### 主持人

#### 现任
崔新慧、崔青梅、郑明

#### 卸任
李相敦、马瑞虎、沈爱兰、车淑英、金秀英

### 通讯地址

#### 中文
朝鲜民主主义人民共和国 平壤市 牡丹峰区 战胜洞 中央广播电视委员会 朝鲜之声华语部（收）

### 关于联系
朝鲜之声的华语广播部与一些听众保持一定的联系。通常该台会在回信中附上朝鲜官方的杂志报刊（主要为朝鲜官方对外发行的报刊杂志）和邮票订单，如果写一个收听报告寄去该台则会收到收听证明卡，朝鲜之声偶尔会以小包方式寄出礼品。不过近年来由于国际制裁，朝鲜之声的回信通常只有邮票订单和平壤时报。